# Mentale strumentale
Mentale strumentale è il nono album in studio del gruppo musicale italiano Subsonica, pubblicato il 24 aprile 2020 dalla RCA Records.

## Descrizione
Si tratta del disco che i Subsonica registrarono nel 2004 e rifiutato dall'allora etichetta del gruppo, la Mescal, a causa delle sonorità sperimentali.

## Tracce
Musiche di Max Casacci, Davide Dileo, Enrico Matta, Samuel Umberto Romano e Luca Vicini.
1. Decollo - Voce Off – 3:40
2. Cullati dalla tempesta – 4:59
3. Artide 3 A.M. – 5:02
4. A nord di ogni lontananza – 5:07
5. Detriti nello spazio – 5:17
6. A di addio – 3:53
7. Tempesta solare – 4:21
8. Delitto sulla Luna – 4:34
9. Strumentale – 3:42
10. Rientro in atmosfera – 4:46

## Formazione
Gruppo
- Samuel Romano – voce
- Max Casacci – chitarra, tastiera, sintetizzatore, balafon, mandolino
- Davide Dileo – tastiera, sintetizzatore, chitarra
- Enrico Matta – batteria, balafon, percussioni elettroniche
- Luca Vicini – basso, tastiera

Altri musicisti
- Madame Mystere – voce (traccia 6)

## Classifiche
| Classifica (2020) | Posizione massima |
| ----------------- | ----------------- |
| Italia            | 50                |